# Олімпійський парк (Пекін)
40°00′11″ пн. ш. 116°23′12″ сх. д. / 40.003031° пн. ш. 116.38667° сх. д.
Олімпійський парк (кит.: 北京奥林匹克公园, англ. The Olympic Green), розташований в районі Чаоян центральної частини Пекіна, був побудований як головний комплексний об'єкт Олімпійських ігор 2008 року. На його території знаходяться головні спортивні споруди ігор, на яких проводились змагання, а також церемонії відкриття та закриття ігор. У 2022 році інфраструктура парку також використовуватиметься для проведення Зимових Олімпійських ігор.

## Спортивні споруди

### Національний стадіон

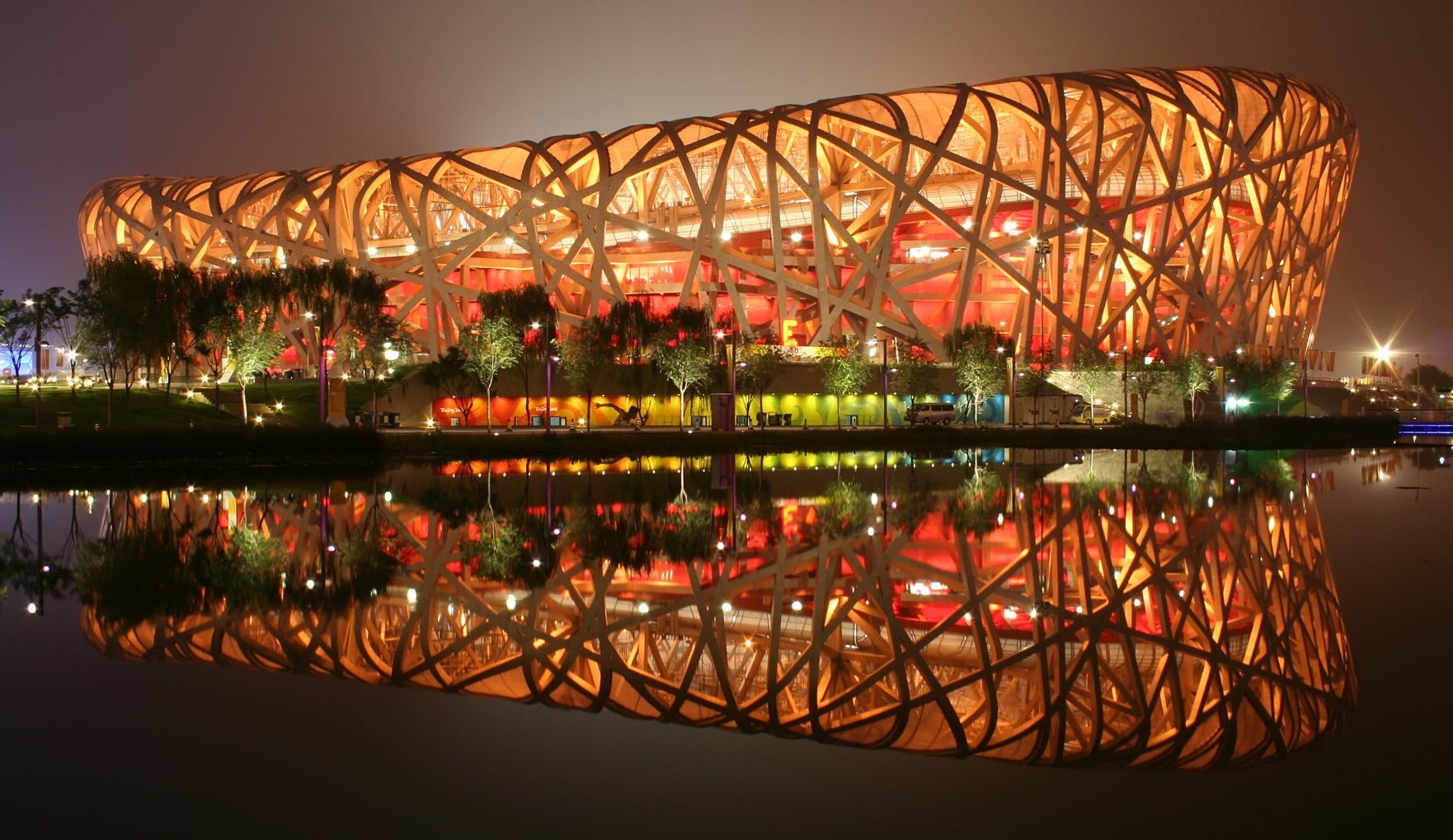
Національний стадіон

Національний стадіон (кит.: 国家体育场) або «Пташине гніздо» (кит.: 鸟巢) — центральний об'єкт. Він приймав церемонії відкриття та закриття ігор, змагання з легкої атлетики та футболу. Стадіон вміщував 91 000 глядачів, але після ігор місткість була зменшена до 80 000. У 2022 році він також стане місцем проведення церемоній відкриття та закриття Зимових Олімпійських ігор.

### Національний плавальний комплекс

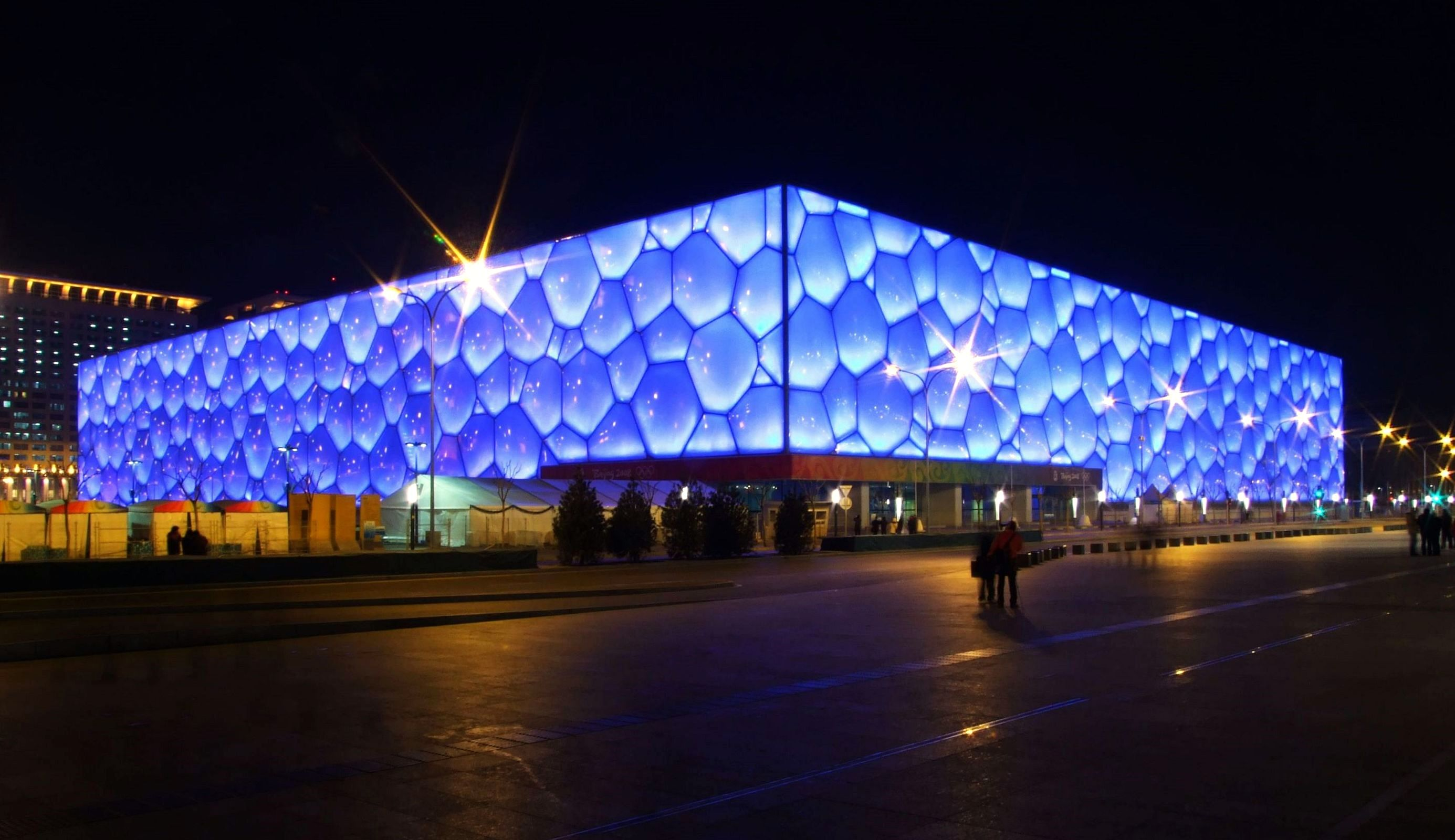
Пекінський національний плавальний комплекс

Національний плавальний комплекс (кит.: 国家游泳中心) або «Водяний куб» (кит.: 水立方) приймав змагання з плавання, стрибків у воду та синхронного плавання. Вміщує 6000 глядачів (до 17000 під час ігор) та розташований поруч із національним стадіоном. Також буде місцем проведення змагань із керлінгу на іграх 2022 року.

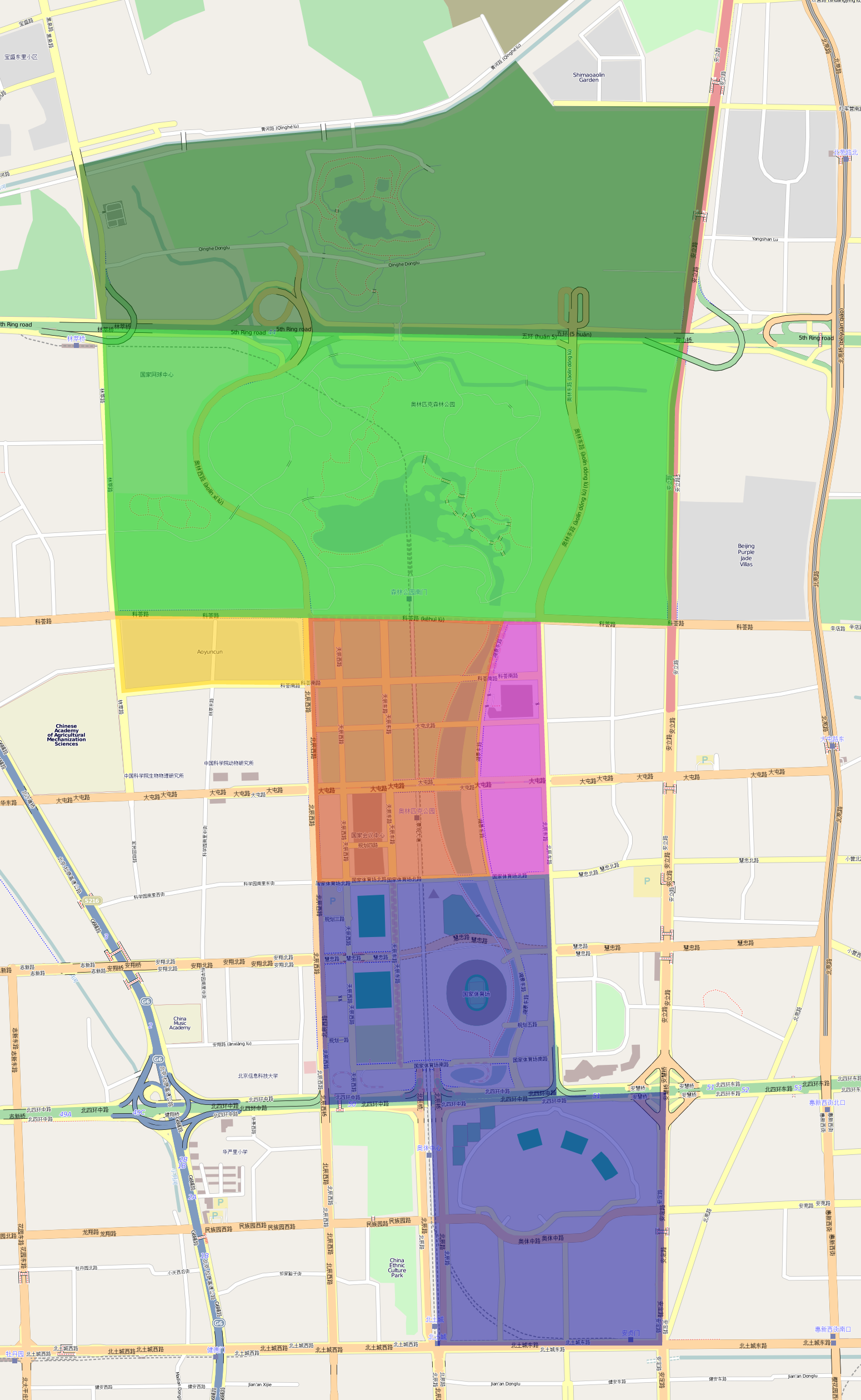
Карта Олімпійського парку

### Державний палац спорту
Державний палац спорту Пекіна (кит.: 国家体育馆) прийняв змагання зі спортивної гімнастики, стрибків на батуті та гандболу.

### Національний ковзанярський стадіон
Національний ковзанярський стадіон побудований спеціально до зимових олімпійських ігор 2022 року, прийме змагання з ковзанярського спорту. У 2008 році на його місці знаходилися поля для гри в хокей на траві та стрільби з лука.

### Китайський державний конференц-центр
Китайський державний конференц-центр (кит.: 国家会议中心) приймав змагання з фехтування та сучасного п'ятиборства. Він також використовувався як міжнародний мовний центр та основний прес-центр ігор.

### Національний тенісний центр
Національний тенісний центр (кит.: 北京奥林匹克公园网球场) прийняв змагання з тенісу.

### Променад
Сам парк за межами спортивних споруд також використовувався для проведення деяких змагань: через нього проходили маршрути марафону та спортивної ходьби.

## Інші будівлі

### Олімпійське селище
Олімпійське селище служило для розміщення атлетів під час ігор. Вона складається з 22 6-поверхових та 20 9-поверхових будівель.

### Цифровий будинок

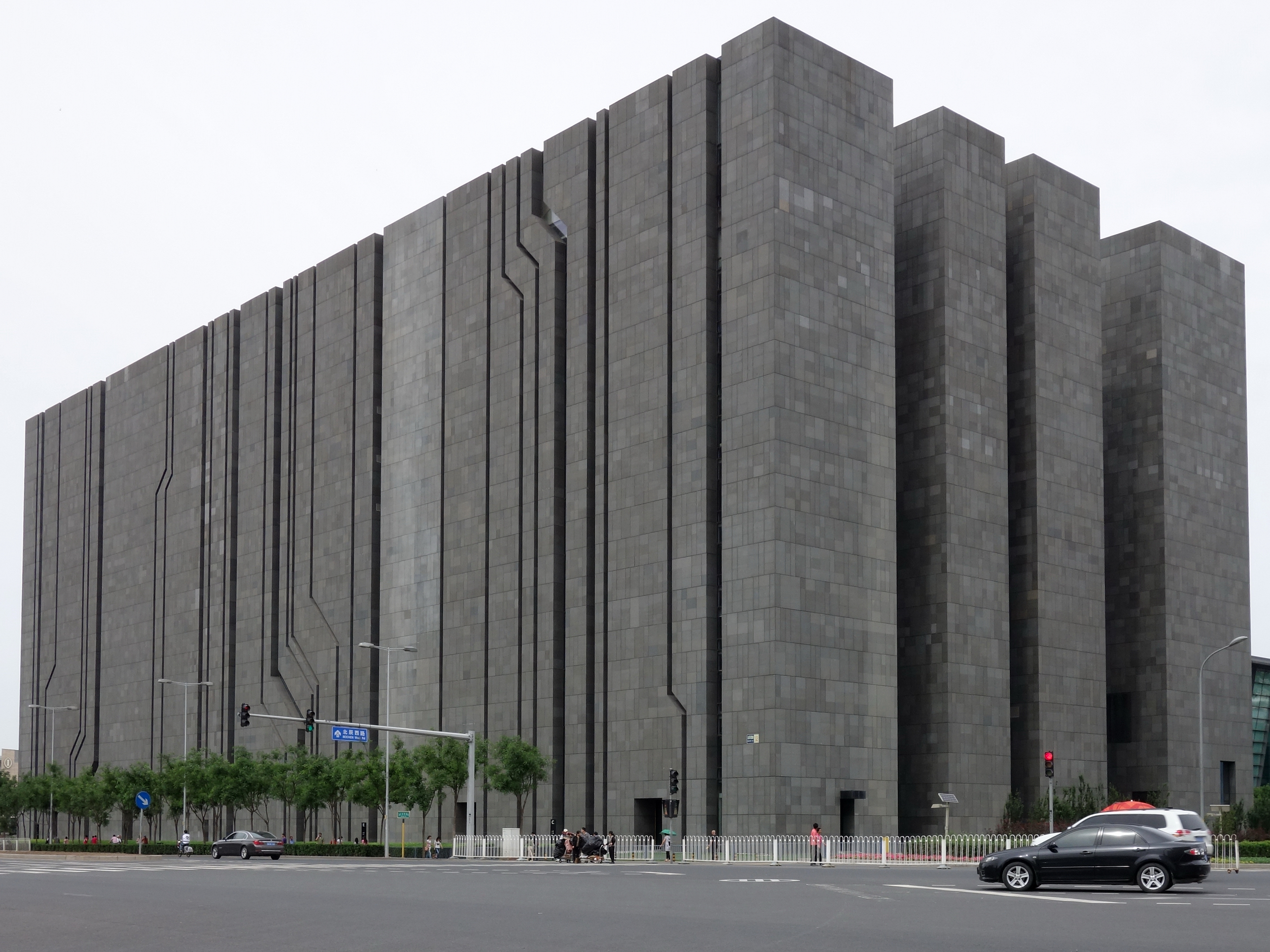
Цифровий будинок

Цифровий будинок служив під час ігор дата-центром. Він був єдиною спорудою парку, яка не використовувалася для проведення змагань під час ігор. Після чого його було перетворено на музей Олімпіади та виставковий простір для цифрових компаній.

### Пагода Лінглонг
Пагода Лінглонг (або Вежа Лінглонг) була частиною Міжнародного центру мовлення. Розташована на північний захід від Національного стадіону.

### Олімпійська вежа

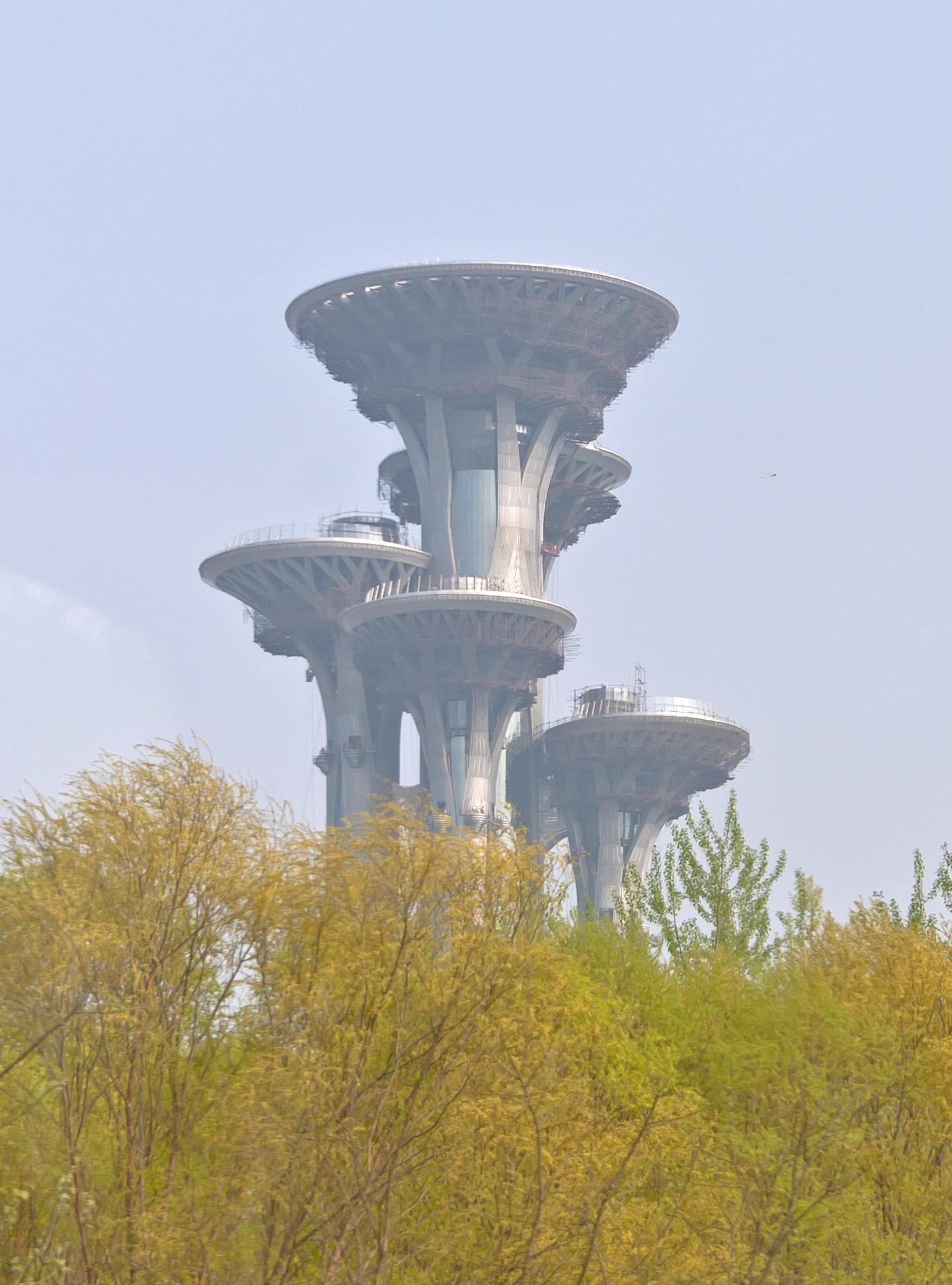
Олімпійська вежа у 2014 році

Олімпійська вежа заввишки 246,8 метра була збудована вже після проведення ігор у 2014 році. Її 5 кругових дахів символізують 5 олімпійських кілець, а дизайн був натхненний пагонами трави.. В даний час це одна з найвищих будівель Пекіна, яка використовується як оглядовий майданчик.